# Nampcelles-la-Cour
Nampcelles-la-Cour är en kommun i departementet Aisne i regionen Hauts-de-France i norra Frankrike. Kommunen ligger  i kantonen Vervins som ligger i arrondissementet Vervins. År 2022 hade Nampcelles-la-Cour 114 invånare.

## Befolkningsutveckling
Antalet invånare i kommunen Nampcelles-la-Cour
Referens: INSEE